# Coppa Mitropa 1960
La Coppa Mitropa 1960 fu la ventesima edizione del torneo e venne vinta dall'Ungheria / MLSZ. Ognuno dei 5 Paesi partecipanti schierava 6 squadre di club e venne poi stilata una classifica per Stati: la vittoria non andava ad un singolo club, bensì alla federazione nazionale che otteneva più punti.
A questa edizione rientrano le squadre italiane.

## Partecipanti
| Nazione                   | Federazione | Squadra                                                                                               | Campionato | Note                               |
| ------------------------- | ----------- | --- | --- | ---------------------------------- |
| Austria (bandiera)        | ÖFB         | Wiener Sport-Club Wiener AC First Vienna FC FK Austria 1.Simmeringer SC Linzer ASK                    | Vicecampione d'Austria 1959-60 3º campionato d'Austria 1959-60 4º campionato d'Austria 1959-60 5º campionato d'Austria 1959-60 6º campionato d'Austria 1959-60 7º campionato d'Austria 1959-60                                                  | Vincitrice Coppa d'Austria 1959-60 |
| Cecoslovacchia (bandiera) | ČSFS        | Slovan ÚNV Bratislava Dukla Praha Spartak Trnava Ruda Hvezda Bratislava Baník Ostrava AC Sparta Praha | Vicecampione di Cecoslovacchia 1959-60 3º campionato di Cecoslovacchia 1959-60 4º campionato di Cecoslovacchia 1959-60 5º campionato di Cecoslovacchia 1959-60 6º campionato di Cecoslovacchia 1959-60 12º campionato di Cecoslovacchia 1959-60 |                                    |
| Jugoslavia (bandiera)     | FSJ         | Partizan Beograd Vojvodina Novi Sad Hajduk Split FK Sarajevo OFK Beograd Velez Mostar                 | 3º campionato di Jugoslavia 1959-60 4º campionato di Jugoslavia 1959-60 5º campionato di Jugoslavia 1959-60 6º campionato di Jugoslavia 1959-60 7º campionato di Jugoslavia 1959-60 10º campionato di Jugoslavia 1959-60                        |                                    |
| Ungheria (bandiera)       | MLSZ        | Újpesti Dózsa Ferencváros Vasas SC MTK Diosgyöri VTK Tatabányai Bányász                               | Campione d'Ungheria 1959-60 Vicecampione d'Ungheria 1959-60 3º campionato d'Ungheria 1959-60 4º campionato d'Ungheria 1959-60 5º campionato d'Ungheria 1959-60 6º campionato d'Ungheria 1959-60                                                 |                                    |
| Italia (bandiera)         | FIGC        | Fiorentina Bologna AS Roma Udinese Palermo Alessandria                                                | Vicecampione d'Italia 1959-60 5º campionato d'Italia 1959-60 9º campionato d'Italia 1959-60 15º campionato d'Italia 1959-60 16º campionato d'Italia 1959-60 17º campionato d'Italia 1959-60                                                     |                                    |

## Torneo

### Risultati
| Squadra 1          | Totale | Squadra 2              | Andata | Ritorno |
| ------------------ | ------ | ---------------------- | ------ | ------- |
| Wiener Sport-Club  | 3 - 3  | Dukla Praha            | 2 - 1  | 1 - 2   |
| Linzer ASK         | 2 - 6  | AC Sparta Praha        | 1 - 3  | 1 - 3   |
| First Vienna FC    | 3 - 6  | Vasas SC               | 2 - 3  | 1 - 3   |
| Ferencváros        | 6 - 3  | 1.Simmeringer SC       | 1 - 2  | 5 - 1   |
| Udinese            | 4 - 4  | FK Austria             | 2 - 0  | 2 - 4   |
| Vojvodina Novi Sad | 7 - 2  | Wiener AC              | 2 - 2  | 5 - 0   |
| Tatabányai Bányász | 5 - 4  | Ruda Hvezda Bratislava | 2 - 1  | 3 - 3   |
| Spartak Trnava     | 2 - 1  | AS Roma                | 2 - 0  | 0 - 1   |
| Baník Ostrava      | 4 - 4  | OFK Beograd            | 2 - 1  | 2 - 3   |
| Partizan Beograd   | 3 - 5  | Slovan ÚNV Bratislava  | 2 - 1  | 1 - 4   |
| Palermo            | 3 - 2  | Diosgyöri VTK          | 1 - 2  | 2 - 0   |
| Újpest Dózsa       | 2 - 1  | Fiorentina             | 0 - 1  | 2 - 0   |
| FK Sarajevo        | 2 - 4  | MTK                    | 1 - 2  | 1 - 2   |
| Velež Mostar       | 6 - 2  | Alessandria            | 4 - 1  | 2 - 1   |
| Hajduk Split       | 4 - 1  | Bologna                | 3 - 1  | 1 - 0   |

#### Andata
| Arbitro: | Stanislav Fencl |

|                                        |           |                      |
| Kaltenbrunner 20’ (rig.) Schilling 62’ | Marcatori | 16’ Takac 32’ Rajkov |

| Arbitro: | Josef Stoll |

|                |           |                            |
| Cervellati 43’ | Marcatori | 32’, 54’ Papec 77’ Šenauer |

| Arbitro: | Erich Steiner |

|                         |           |                    |
| Vukelić 15’ Vasović 72’ | Marcatori | 39’ (aut.) Pajević |

| Arbitro: | Zivko Bajić |

|                            |           |  |
| Adamec 14’ (rig.) Švec 72’ | Marcatori |  |

| Arbitro: | Fritz Seipelt |

|                    |           |             |
| Bíró 35’ Rapai 81’ | Marcatori | 58’ Scherer |

| Arbitro: | Andor Dorogi |

|                               |           |                |
| Valošek 30’ Gavrić 88’ (aut.) | Marcatori | 31’ Mladenović |

| Arbitro: | Cesare Jonni |

|                     |           |                                    |
| Grohs 42’ Buzek 80’ | Marcatori | 27’ Szilágyi 31’ Borsos 35’ Machos |

| Arbitro: | Václav Korelus |

|            |           |                     |
| Sandri 48’ | Marcatori | 28’ Fekete 32’ Iván |

| Arbitro: | Gino Rigato |

|             |           |                    |
| Šehović 82’ | Marcatori | 9’ Bóta 75’ Molnár |

| Arbitro: | Antonin Ruzicka |

|                                            |           |             |
| Lazovic 40’ Liposinovic 55’ Rebac 85’, 89’ | Marcatori | 72’ Marangi |

| Arbitro: | Ezio Damiani |

|                                       |           |  |
| Fischer 23’ (aut.) Bettini 84’ (rig.) | Marcatori |  |

| Linz 3 luglio 1960, ore 18:15                                      | LASK      | 1 – 3               | Spartak Praga Sokolovo | Linzer Stadion (4.500 spett.) |
| \| \| \| \| \| Spielmann 7’ \| Marcatori \| 18’, 45’, 79’ Kopsa \| |           |                     |                        |                               |
|                                                                    |           |                     |                        |                               |
| Spielmann 7’                                                       | Marcatori | 18’, 45’, 79’ Kopsa |                        |                               |

| Arbitro: | Karas |

|            |           |                         |
| Albert 57’ | Marcatori | 24’ Ninaus 71’ Neubauer |

| Arbitro: | István Zsolt |

|                      |           |          |
| Hamerl 25’ Knoll 90’ | Marcatori | 31’ Sůra |

| Arbitro: | Leo Lemešić |

|  |           |            |
|  | Marcatori | 52’ Hamrin |

#### Ritorno
| Arbitro: | Andor Dorogi |

|                     |           |         |
| Kucera 25’ Sůra 65’ | Marcatori | 80’ Hof |

| Arbitro: | Erich Steiner |

|                |           |  |
| Ognjanović 44’ | Marcatori |  |

| Arbitro: | Francesco Liverani |

|                                  |           |                          |
| Skoblar 3’ Borozan 47’ Antic 80’ | Marcatori | 38’ Sindelar 89’ Valošek |

| Arbitro: | Vilmos Hernadi |

|                                  |           |             |
| Cvetler 2’ Mraz 7’ Bily 21’, 52’ | Marcatori | 70’ Radovic |

| Arbitro: | Fritz Seipelt |

|                               |           |                                        |
| Kacani 26’ Gajdos 35’ Son 88’ | Marcatori | 52’ Török 72’ (rig.) Lahos 75’ Szovják |

| Arbitro: | Vincenzo Orlandini |

|                       |           |                                                                           |
| Löffelmann 26’ (rig.) | Marcatori | 3’ Fenyvesi 63’ Albert 65’ (aut.) Löffelmann 75’ Friedmanszky 90’ Dalnoki |

| Arbitro: | István Zsolt |

|                              |           |              |
| Král 31’ Mottl 75’ Kaura 79’ | Marcatori | 87’ Kozlicek |

| Arbitro: | Giulio Campanati |

|                                         |           |  |
| Rajkov 4’, 80’ Pavlić 26’, 70’ Ivos 86’ | Marcatori |  |

| Arbitro: | Zivko Bajić |

|  |           |                         |
|  | Marcatori | 62’ Baldi 79’ Sacchella |

| Arbitro: | Václav Korelus |

|                                                    |           |                           |
| Riegler 20’ (rig.), 48’ Sassi 22’ (aut.) Nemec 88’ | Marcatori | 51’ Giacomini 87’ Bettini |

| Arbitro: | Stanislav Fencl |

|                     |           |                |
| Kuti 21’ Laczkó 89’ | Marcatori | 35’ Arslanagić |

| Arbitro: | Zivota Vlajić |

|                                   |           |           |
| Mathesz 60’ Machos 61’ Farkas 74’ | Marcatori | 19’ Grohs |

| Arbitro: | Karol Galba |

|           |           |                |
| Forin 16’ | Marcatori | 62’, 87’ Rebac |

| Arbitro: | Ernst Chebat |

|               |           |  |
| Selmosson 32’ | Marcatori |  |

| Arbitro: | Fritz Seipelt |

|  |           |                       |
|  | Marcatori | 25’ Szusza 88’ Göröcs |

### Classifica finale
| P | Squadra        | Pt | G  | V | N | P | GF | GS | DR  |
| - | -------------- | -- | -- | - | - | - | -- | -- | --- |
| 1 | Ungheria       | 17 | 12 | 8 | 1 | 3 | 25 | 16 | +9  |
| 2 | Jugoslavia     | 15 | 12 | 7 | 1 | 4 | 26 | 18 | +8  |
| 3 | Cecoslovacchia | 13 | 12 | 6 | 1 | 5 | 24 | 18 | +6  |
| 4 | Italia         | 8  | 12 | 4 | 0 | 8 | 12 | 20 | -8  |
| 5 | Austria        | 7  | 12 | 3 | 1 | 8 | 17 | 32 | -15 |

## Classifica marcatori
|  | Gol | Marcatore       | Squadra               |
|  | --- | --------------- | --------------------- |
|  | 4   | Sulejman Rebac  | Velez Mostar          |
|  | 3   | Zdenek Kopsa    | AC Sparta Praha       |
|  | 3   | Zdravko Rajkov  | Vojvodina Novi Sad    |
|  | 2   | Zlatko Papec    | Hajduk Split          |
|  | 2   | Jiří Sura       | Dukla Praha           |
|  | 2   | Flórián Albert  | Ferencváros           |
|  | 2   | Đorđe Pavlić    | Vojvodina Novi Sad    |
|  | 2   | Johann Riegler  | FK Austria            |
|  | 2   | Lorenzo Bettini | Udinese               |
|  | 2   | Anton Bíly      | Slovan ÚNV Bratislava |
|  | 2   | Herbert Grohs   | First Vienna FC       |
|  | 2   | Ferenc Machos   | Vasas SC              |